# Freemansburg (Pennsylvanie)
Pour les articles homonymes, voir Freemansburg.
Freemansburg est un borough situé au centre du comté de Northampton, en Pennsylvanie, aux États-Unis,. En 2010, il comptait une population de 2 636 habitants, estimée au 1er juillet 2020 à 2 679 habitants. Le borough est incorporé le 24 janvier 1856.

## Démographie
Lors du recensement de 2010, le borough comptait une population de 2 636 habitants. Elle est estimée, en 2020, à 2 679 habitants.

### Source de la traduction
- (en) Cet article est partiellement ou en totalité issu de l’article de Wikipédia en anglais intitulé « Freemansburg, Pennsylvania » (voir la liste des auteurs).